# Arc (navigateur web)
Arc est un navigateur web propriétaire développé par The Browser Company depuis 2023, basé sur le projet libre Chromium fonctionnant sous macOS, iOS, Microsoft Windows et Android.
Il sort le 19 avril 2022, après avoir subi un test bêta fermé. Arc est disponible pour les utilisateurs de macOS, Windows, iOS et plus récemment Android.
Arc vise à agir comme un système d'exploitation pour le web et tente d'intégrer la navigation web avec des applications et des fonctionnalités intégrées. Celles-ci incluent un bloc-notes virtuel, un « chevalet » de style album et des « boosts », une fonctionnalité qui permet aux utilisateurs de repenser esthétiquement un site web de la même manière que les extensions de navigateur. Contrairement à presque tous les autres navigateurs, Arc utilise des onglets verticaux (qui se trouvent dans une barre latérale). La barre latérale contient toutes les fonctionnalités du navigateur en plus de la fenêtre de navigation. Arc est basé sur Chromium et est écrit en Swift. Il prend en charge les extensions du navigateur Google Chrome et utilise la recherche Google par défaut.
Arc reçoit une couverture de plusieurs médias technologiques, notamment The Verge, Ars Technica, How-To Geek et Engadget. Les critiques donnent à Arc un accueil généralement positif, citant les nouvelles idées et fonctionnalités présentées par le navigateur. Cependant, la plupart des critiques, lors de la sortie, conviennent que le navigateur a besoin d'être peaufiné.

## Production et sortie
Arc est conçu par The Browser Company, une start-up située à New York, fondée par Josh Miller et Hursh Agrawal en 2019,. The Browser Company emploie des personnes ayant travaillé auparavant dans d'autres entreprises technologiques, comprenant Instagram, Tesla, Medium et Google.
La sortie du navigateur est annoncée via Twitter le 19 avril 2022. Il a précédemment fait l'objet d'un test bêta, impliquant environ 100 testeurs tenus par un accord de non-divulgation. Les utilisateurs doivent s'inscrire avec une adresse e-mail pour pouvoir utiliser Arc.

## Conception
Arc est conçu pour fonctionner comme un « système d'exploitation pour le web », intégrant la navigation standard avec ses propres applications via une barre latérale. Ce navigateur est personnalisable, permettant aux utilisateurs de modifier esthétiquement leur perception de sites web spécifiques,.
Arc offre à l'utilisateur la possibilité de choisir la couleur de son interface lors de l'installation, que ce soit une couleur statique ou un dégradé de couleurs. Karla Cole, l'une des designers d'Arc, a exprimé dans un entretien avec le magazine Input que cette décision est due à la volonté de l'équipe de conception de « jouer avec le sentiment que l'on éprouve lorsqu'un film commence ».
Arc est développé en Swift et repose sur la base de code Chromium de Google, qui est également la base de navigateurs populaires tels que Microsoft Edge et Google Chrome. Étant basé sur Chromium, les utilisateurs peuvent télécharger des extensions de navigateur depuis le Chrome Web Store.

## Fonctionnalités
Arc emploie une barre latérale pour regrouper toutes les composantes du navigateur, incluant la barre de recherche, la liste des onglets et les marque-pages, à l'exception de la fenêtre de visualisation. Cette barre latérale comprend également des commandes pour la lecture audio, accessibles sans utiliser l'onglet jouant l'audio. Cette fonctionnalité est compatible avec des logiciels d'appel vidéo tels que Google Meet.
La barre de recherche d'Arc, similaire en fonctionnalité et en design à la fonction Spotlight d'Apple, permet de rechercher des sites web et des URL normalement, mais aussi d'épingler des onglets, de dupliquer des onglets et d'accéder à l'historique du navigateur. Arc propose un bloqueur de publicités intégré en option, et The Browser Company affirme ne pas partager les données de recherche des utilisateurs.
Les onglets dans Arc peuvent être organisés en « espaces », des zones d'onglets organisés qui peuvent recevoir différents thèmes et profils de navigateur. Les onglets dans les espaces peuvent être affichés en écran divisé, jusqu'à quatre onglets par fenêtre. Les onglets peuvent également être épinglés, les plaçant dans une zone étiquetée de la barre latérale. Les onglets non épinglés disparaissent après un certain temps (modifiable ou désactivable dans les paramètres) mais peuvent être récupérés dans la section « onglets archivés ». Les onglets peuvent aussi être renommés.
Arc intègre plusieurs applications intégrées, y compris une fonction « chevalet » pour collecter des captures d'écran de pages web et des URL. Le chevalet inclut des outils pour écrire et dessiner. Les chevalets peuvent rester privés, être partagés pour la collaboration ou publiés en ligne. Il y a aussi une fonction de bloc-notes, accessible depuis la barre de recherche. Outre ses applications intégrées, Arc possède des intégrations avec d'autres applications web, comme Gmail et Google Agenda.
Arc permet aux utilisateurs de personnaliser leur vision des sites web avec la fonctionnalité « boosts ». Ajoutée en juillet 2022, les boosts fonctionnent de manière similaire aux extensions de navigateur, mais permettent à l'utilisateur de personnaliser entièrement son expérience à l'aide de CSS, HTML et JavaScript. Une mise à jour 2.0 des boosts en 2023 introduit une interface simplifiée permettant à l'utilisateur de modifier les couleurs des sites, changer les polices et supprimer des sections via le contrôle « zap ». Les boosts peuvent être partagés pour l'utilisation par d'autres tant qu'ils n'utilisent pas JavaScript, pour des raisons de sécurité. The Browser Company maintient une galerie des boosts qu'ils choisissent d'afficher,. Engadget décrit cette fonctionnalité comme permettant aux utilisateurs de « vandaliser » les sites web.
La fonctionnalité « Air Traffic Control » d'Arc permet aux utilisateurs de sélectionner dans quel espace un lien spécifique sera ouvert. Les utilisateurs peuvent créer ce qu'on appelle un « itinéraire» qui définit dans quel espace le lien sera ouvert lorsque ce dernier est ouvert depuis une source externe. La fonctionnalité « Air Traffic Control » est accessible et modifiable depuis les paramètres.

### Acte II
Le 1er février 2024, The Browser Company annonce trois fonctionnalités alimentées par l'intelligence artificielle, toutes parties de ce qu'elle nomme « Arc Acte II ». La première fonctionnalité permet aux utilisateurs d'« ouvrir instantanément » ce qu'ils recherchent, c'est-à-dire d'ouvrir directement la page web désirée grâce à l'IA, sans devoir passer par un moteur de recherche pour y accéder. Cette fonctionnalité se lance ce jour-là, mais d'autres fonctionnalités telles que « Arc Explore » et « live folders » (voulant dire « Dossiers vivants » en francais) on aussi été développé plus tard.
La vidéo annonçant l'acte II mentionne également « Arc Search », une nouvelle application iOS complètement réinventée, publiée quatre jours auparavant, le 28 janvier, offrant une fonctionnalité « Browse for Me » (voulant dire « Recherche pour Moi » en français). Cette fonction lit les pages web liées à la requête de l'utilisateur et crée une toute nouvelle page web, incluant des citations, des résumés et des vidéos intégrées. On peut considérer cette fonctionnalité comme un équivalent à Perplexity mais directement intégré dans le navigateur

## Systèmes d'exploitation
Arc est disponible pour macOS (sur les puces Intel et Apple Silicon, utilisant un Universal binaries) et Microsoft Windows développée en Swift plutôt qu'en C++. Une application simplifiée, offrant uniquement la fonctionnalité de la barre latérale, est lancée pour iOS le 30 mars 2023,. « Arc Search », le navigateur mobile expérimental de l'Acte II, a remplacé cette application comme la seule application mobile Arc sur iOS le 28 janvier 2024. Actuellement, un compte Arc n'est pas requis pour cette application, mais l'application compagnon fusionnera avec Arc Search à l'avenir, Arc Search étant alors renommée en Arc.

## Réception
Arc reçut des critiques globalement favorables de la part des spécialistes. How-To Geek attribue au navigateur la note de 7⁄10, déclarant que « Arc propose d'excellentes idées et la confiance nécessaire pour s'y engager [...] mais semble nécessiter un peu plus de finition pour offrir une expérience de navigation parfaitement fluide ». David Pierce de The Verge est d'accord et affirme que « Arc n'est pas parfait, et il faut un certain temps pour s'y habituer. Mais il regorge de nouvelles grandes idées sur la manière dont nous devrions interagir avec le web — et il a raison sur la plupart d'entre elles ». Dans un article publié par Fast Company, Jared Newman a qualifié Arc de version la plus aboutie de « toutes les tentatives de réinvention du navigateur web ». David Imel du Waveform Podcast mentionne qu'Arc est « une nouvelle approche du navigateur ».